# Control (Zoe-Wees-Lied)
Control ist ein Popsong der deutschen Sängerin Zoe Wees, der im März 2020 veröffentlicht wurde. Geschrieben wurde er von der Autorengruppe Patrick Pyke Salmy, Emma Sophia Rosen, Ricardo Muñoz, René Müller, Nils Bodenstedt und Zoe Wees.

## Hintergrund
In der Piano-Ballade verarbeitet Wees persönliche Erfahrungen aus ihrer Kindheit, als sie an der Rolando-Epilepsie litt. Das Lied sei auch ein „Dankeschön“ an ihre frühere Lehrerin, die ihr in der Zeit eine sehr große Hilfe gewesen sei. Das Stück erreichte den ersten Platz in den französischen Airplaycharts.

## Musikvideo
Im März 2020 wurde das Musikvideo zu Control erstmals auf YouTube veröffentlicht. Das Video zählt über 70 Millionen Aufrufe (Stand: 27. September 2022).

## Kommerzieller Erfolg

### Chartplatzierungen
| ChartsChartplatzierungen | Höchstplatzierung | Wochen |
| ------------------------ | ----------------- | ------ |
| Deutschland (GfK)        | 31 (43 Wo.)       | 43     |
| Österreich (Ö3)          | 28 (19 Wo.)       | 19     |
| Schweiz (IFPI)           | 11 (50 Wo.)       | 50     |

| ChartsJahrescharts (2020) | Platzierung |
| ------------------------- | ----------- |
| Deutschland (GfK)         | 66          |
| Schweiz (IFPI)            | 25          |

| ChartsJahrescharts (2021) | Platzierung |
| ------------------------- | ----------- |
| Schweiz (IFPI)            | 97          |

### Auszeichnungen für Musikverkäufe
| Land/Region                  | Auszeichnungen für Musikverkäufe (Land/Region, Auszeichnung, Verkäufe) | Verkäufe  |
| ---------------------------- | ---------------------------------------------------------------------- | --------- |
| Belgien (BRMA)               | Gold                                                                   | 20.000    |
| Dänemark (IFPI)              | Gold                                                                   | 45.000    |
| Deutschland (BVMI)           | Platin                                                                 | 400.000   |
| Frankreich (SNEP)            | Diamant                                                                | 333.333   |
| Italien (FIMI)               | Platin                                                                 | 100.000   |
| Kanada (MC)                  | 2× Platin                                                              | 160.000   |
| Niederlande (NVPI)           | Gold                                                                   | 40.000    |
| Norwegen (IFPI)              | Gold                                                                   | 30.000    |
| Österreich (IFPI)            | Gold                                                                   | 15.000    |
| Polen (ZPAV)                 | Platin                                                                 | 50.000    |
| Portugal (AFP)               | Gold                                                                   | 5.000     |
| Schweden (IFPI)              | Platin                                                                 | 80.000    |
| Spanien (Promusicae)         | Gold                                                                   | 30.000    |
| Vereinigte Staaten (RIAA)    | Platin                                                                 | 1.000.000 |
| Vereinigtes Königreich (BPI) | Gold                                                                   | 400.000   |
| Insgesamt                    | 8× Gold · 7× Platin · 1× Diamant ·                                     | 2.708.333 |